# 肥後ノ海直哉
肥後ノ海 直哉（ひごのうみ なおや、1969年（昭和44年）9月23日 - ）は、熊本市西区出身で三保ヶ関部屋に所属した元大相撲力士。本名は坂本 直人（さかもと なおと）。最高位は西前頭筆頭（1995年5月場所）。得意手は左四つ、寄り、上手出し投げ、突き落とし。現役時代の体格は183cm、152kg。現在は、年寄・木村瀬平（木瀬）。

## 来歴
1991年（平成3年）に熊本市に編入された旧河内町白浜地区の生まれ。なお、旧河内町の熊本市編入後に入門したため、履歴は「熊本市出身」で通している。
最後の熊本市唯一の小学校分校である熊本市立河内小学校白浜分校に通い、分校の学友を元気づけるため大相撲力士を志し、相撲を始めた。河内小学校本校、町立河内中学校を経て、熊本工大高等学校（現・文徳高校）時代から全国大会に出場し、日本大学では4年次に主将を務め、全国学生相撲選手権大会で尾曽（のち武双山）を破り学生横綱に輝いた。通算7個のタイトルを獲得。高校時代からの同じ環境で相撲を取ってきた濱洲（のちの濱ノ嶋）とともに三保ヶ関部屋に入門。
1992年（平成4年）1月場所に幕下付出で初土俵を踏んだ。3場所で幕下を通過し、同年7月場所には十両に昇進した。その後も勝ち越しを続け、1993年（平成5年）3月場所には新入幕を果たした。左四つの相撲で右上手を取ると力を発揮し、突き押しでも相撲が取れた。
1995年5月場所に曙を引き落とし、1999年3月場所には貴乃花を押し倒して2つの金星を挙げる(1999年3月場所は大関・貴ノ浪にも勝利)。2000年7月場所には新入幕からの平幕連続在位が44場所となり平幕連続在位記録を更新（最終的には53場所まで更新。記録は旭鷲山に抜かれたが、三役未経験力士ではなお1位の記録）。
一方で攻めが遅く、上位に進出した所で怪我に泣かされ続けたため、三役に昇進することはできなかった。また、金星を挙げた場所も勝ち越せず、三賞受賞も叶わなかった。
左肩の故障のため2001年11月場所を最後に十両に陥落。本来の相撲が取れなくなり2002年11月場所には東十両13枚目まで陥落。初日から苦戦し9敗目を喫した11日目を最後に現役を引退。同時に年寄株を取得し、年寄・木村瀬平（木瀬）を襲名した。一門、系統こそ違うが、先代から名跡を譲渡された経緯もあり、引退相撲では先代の木瀬親方もハサミを入れている（元前頭・湊富士も引退し、年寄・立田川を取得したが、引退相撲では名跡を譲った元青ノ里の前立田川親方がハサミを入れている）。
当初は三保ヶ関部屋の部屋付きの親方として後進の指導に当たっていたが、2003年12月に独立し、木瀬部屋を開設した。木瀬部屋はジョージア出身の臥牙丸や学生相撲で活躍した清瀬海が入門するなど部屋の勢いも伸びていて、親方としての手腕に注目が集まっていた。2020年1月場所まで関取を15人（内小結2人、幕内7人）輩出している。一方、大器と期待していた常幸龍が幕内在位15場所止まりで角界を去った際は「うちの部屋じゃなかったら、もっともっと番付が上がったんじゃないか。まさに原石。磨ききれなかった悔しさがある」と吐露した。
2009年7月の名古屋場所において手配した維持員席のチケットが山口組系暴力団弘道会の幹部に渡っていたことが翌2010年5月になって発覚した。2010年5月27日、この問題により委員から平年寄への2級降格処分と共に部屋の閉鎖が協会によって決定された。部屋に所属していた力士たちは、出羽海一門の預かりとなったが、同年5月29日、同じ出羽海一門に所属する北の湖部屋へ移籍し、自身も北の湖部屋の部屋付き親方となった。
2011年の大相撲八百長問題では弟子の清瀬海が八百長に関与したと特別調査委員会に認められ、4月1日の相撲協会臨時理事会の結果、引退勧告処分となった。師匠としての監督責任があるとして、年寄据え置き3年の処分を受けた。
2012年3月場所中の理事会で上記の処分が解除され、4月1日付で、部屋を再開した。2014年4月に発表された新たな職務分掌では昇格停止処分が明けたことを受けて主任に昇格した。
2021年3月場所は、体調不良を理由に入院しており、初日から休場。報道陣の電話取材に応じ「具合が悪くなった。たいしたことはないけど、病院に行って血圧とか全部（検査）したら異常に高かったので、入院して調べている。11日くらいから入院している」と話した。
同年12月22日、弟子の英乃海と紫雷が違法賭博に関わった疑いがあることを相撲協会に申告し、2022年1月場所における両力士の休場を申し出た。2022年1月27日に、相撲協会の定例理事会で両力士と11代木瀬に対する処分が決定。両力士に対する監督責任を問われたが、賭博が常習では無かったことから両力士の行動の予見と防止は困難であったとして、今回に限り懲戒処分は免除された。しかし、八角理事長より弟子の指導について厳重注意を受けている。

## 主な成績
- 生涯成績：407勝476敗80休 勝率.461
- 幕内成績：335勝417敗43休 勝率.445
- 現役在位：66場所
- 幕内在位：53場所
- 金星：2個（曙1個、貴乃花1個）
- 各段優勝：幕下優勝1回（1992年5月場所）

### 場所別成績
| | 一月場所 初場所（東京） | 三月場所 春場所（大阪）  | 五月場所 夏場所（東京） | 七月場所 名古屋場所（愛知） | 九月場所 秋場所（東京） | 十一月場所 九州場所（福岡） |
| --- | ----------------------- | ------------------------ | ----------------------- | --------------------------- | ----------------------- | --------------------------- |
| 1992年 （平成4年） | 幕下付出60枚目 6–1      | 東幕下31枚目 6–1         | 東幕下13枚目 優勝 7–0   | 西十両10枚目 8–7            | 西十両8枚目 9–6         | 西十両5枚目 8–7             |
| 1993年 （平成5年） | 西十両3枚目 9–6         | 東前頭16枚目 9–6         | 西前頭9枚目 7–8         | 西前頭11枚目 8–7            | 東前頭5枚目 6–9         | 東前頭7枚目 5–10            |
| 1994年 （平成6年） | 東前頭13枚目 8–7        | 西前頭8枚目 9–6          | 東前頭2枚目 4–11        | 西前頭9枚目 8–7             | 西前頭4枚目 6–9         | 西前頭6枚目 4–11            |
| 1995年 （平成7年） | 西前頭13枚目 8–7        | 西前頭10枚目 10–5        | 西前頭筆頭 6–7–2 ★      | 東前頭3枚目 休場 0–0–15     | 東前頭3枚目 4–11        | 西前頭8枚目 6–9             |
| 1996年 （平成8年） | 東前頭14枚目 9–6        | 東前頭3枚目 4–11         | 東前頭9枚目 6–9         | 東前頭14枚目 9–6            | 西前頭8枚目 7–8         | 西前頭10枚目 9–6            |
| 1997年 （平成9年） | 西前頭4枚目 5–10        | 西前頭8枚目 7–8          | 西前頭9枚目 8–7         | 西前頭3枚目 2–13            | 西前頭12枚目 8–7        | 西前頭5枚目 6–9             |
| 1998年 （平成10年） | 西前頭8枚目 5–10        | 東前頭14枚目 9–6         | 東前頭9枚目 8–7         | 西前頭6枚目 6–9             | 西前頭10枚目 9–6        | 東前頭2枚目 4–11            |
| 1999年 （平成11年） | 西前頭7枚目 8–7         | 東前頭4枚目 6–9 ★        | 東前頭7枚目 8–7         | 西前頭3枚目 2–13            | 西前頭11枚目 8–7        | 西前頭7枚目 8–7             |
| 2000年 （平成12年） | 東前頭3枚目 2–5–8       | 東前頭11枚目 休場 0–0–15 | 東前頭11枚目 9–6        | 東前頭5枚目 4–11            | 西前頭12枚目 10–5       | 西前頭2枚目 5–10            |
| 2001年 （平成13年） | 東前頭7枚目 7–8         | 西前頭8枚目 6–9          | 東前頭11枚目 11–4       | 西前頭2枚目 3–12            | 東前頭9枚目 5–10        | 西前頭13枚目 4–8–3          |
| 2002年 （平成14年） | 西十両4枚目 休場 0–0–15 | 西十両4枚目 9–6          | 東十両筆頭 4–4–7        | 西十両6枚目 休場 0–0–15     | 西十両6枚目 4–11        | 西十両13枚目 引退 2–10–0    |
| 各欄の数字は、「勝ち-負け-休場」を示す。 優勝 引退 休場 十両 幕下 三賞：敢=敢闘賞、殊=殊勲賞、技=技能賞 その他：★=金星 番付階級：幕内 - 十両 - 幕下 - 三段目 - 序二段 - 序ノ口 幕内序列：横綱 - 大関 - 関脇 - 小結 - 前頭（「#数字」は各位内の序列） |                         |                          |                         |                             |                         |                             |

### 幕内対戦成績
| 力士名   | 勝数 | 負数 | 力士名   | 勝数 | 負数 | 力士名   | 勝数 | 負数 | 力士名   | 勝数 | 負数  |
| -------- | ---- | ---- | -------- | ---- | ---- | -------- | ---- | ---- | -------- | ---- | ----- |
| 蒼樹山   | 14   | 7    | 安芸乃島 | 8    | 13   | 安芸ノ州 | 2    | 1    | 曙       | 1    | 4     |
| 朝青龍   | 0    | 2    | 朝乃翔   | 5    | 6    | 朝乃若   | 10   | 13   | 旭豊     | 6    | 4     |
| 安美錦   | 3    | 1    | 皇司     | 2    | 4    | 大日ノ出 | 2    | 0    | 小城錦   | 8    | 11    |
| 小城ノ花 | 3    | 3    | 魁皇     | 4    | 9    | 海鵬     | 3    | 5    | 春日富士 | 2    | 5     |
| 巌雄     | 4    | 10   | 北勝鬨   | 4    | 5    | 北桜     | 0    | 3(1) | 旭鷲山   | 5    | 7     |
| 旭天鵬   | 4    | 6    | 旭道山   | 5    | 4    | 鬼雷砲   | 4    | 2    | 霧島     | 3    | 3     |
| 金開山   | 5    | 1    | 久島海   | 4    | 0    | 剣晃     | 3    | 6    | 光法     | 0    | 1     |
| 五城楼   | 3    | 3    | 琴稲妻   | 7    | 9    | 琴ヶ梅   | 1    | 1    | 琴椿     | 0    | 1     |
| 琴錦     | 6    | 3    | 琴ノ若   | 11   | 8    | 琴富士   | 5    | 0    | 琴別府   | 6    | 5     |
| 琴光喜   | 1    | 1    | 琴龍     | 7    | 7    | 小錦     | 2    | 7    | 敷島     | 9    | 5     |
| 十文字   | 1    | 0    | 戦闘竜   | 1    | 0    | 大至     | 7    | 2    | 大翔鳳   | 2    | 4     |
| 大翔山   | 2    | 2    | 大善     | 5    | 2    | 大飛翔   | 0    | 2    | 貴闘力   | 6    | 16(1) |
| 貴ノ浪   | 3    | 13   | 貴乃花   | 1    | 15   | 隆乃若   | 1    | 1    | 隆三杉   | 4    | 5     |
| 玉春日   | 8    | 8    | 玉力道   | 1    | 1    | 千代大海 | 1    | 4    | 千代天山 | 2    | 5     |
| 出島     | 4    | 4    | 寺尾     | 11   | 8    | 闘牙     | 2    | 5    | 時津海   | 5    | 4     |
| 時津洋   | 2    | 2    | 土佐ノ海 | 2    | 7    | 栃東     | 2    | 5    | 栃栄     | 4    | 1     |
| 栃乃洋   | 5    | 3    | 栃乃花   | 4    | 1    | 栃乃藤   | 0    | 1    | 栃乃和歌 | 9    | 8     |
| 巴富士   | 0    | 2    | 智ノ花   | 2    | 4    | 豊ノ海   | 2    | 3    | 浪乃花   | 4    | 3     |
| 濵錦     | 1    | 2    | 追風海   | 1    | 4    | 日立龍   | 1    | 1    | 武雄山   | 1    | 0     |
| 舞の海   | 4    | 7    | 水戸泉   | 7    | 6    | 湊富士   | 9    | 8    | 雅山     | 0    | 7(1)  |
| 武蔵丸   | 2    | 11   | 武双山   | 2    | 8    | 大和     | 1    | 0    | 力櫻     | 1    | 2     |
| 若翔洋   | 4    | 2    | 若孜     | 1    | 0    | 若の里   | 2    | 5    | 若ノ城   | 7    | 1     |
| 若乃花   | 1    | 13   | 和歌乃山 | 2    | 5    |          |      |      |          |      |       |

## 改名歴
- 坂本山 直充（さかもとやま なおみつ）1992年1月場所～5月場所
- 肥後ノ海 直哉（ひごのうみ なおや）1992年7月場所～2002年11月場所

## 年寄変遷
- 木村 瀬平（木瀬）（きむら せへい）2002年11月～

## エピソード
- 平幕止まりで三役昇進が果たせなかったが、幕下付出で初土俵を踏んで以降、1年余りで幕内に入幕するなど、スピード出世だった。そのため、髪の伸びが出世に追い付かず、入幕後も暫くは大銀杏が結えなかった。当時は入幕後も大銀杏が結えない力士は珍しかったが、学生相撲出身者が増加している現在ではさほど珍しいことではなくなってきており、特にそれが顕著だった人物として大の里泰輝が知られる[14]。
- 2009年11月4日には、熊本市の河内小白浜分校の全児童23人を九州場所宿舎として利用している高橋稲荷神社に招待した。肥後ノ海が同校出身だった縁で交流が始まり、2年前に続き2回目の交流であった。この時、児童たちの質問を受けていた力士である肥後ノ城はそれから丸4年（24場所）かけて新関取を果たした。[15]
- 三保ヶ関とは少なくとも独立の過程で険悪な仲になったようであり、部屋開きの際に三保ヶ関は招待状を渡されなかったことで憤慨したと伝わる。そうした経緯もあって大相撲野球賭博問題に揺れていた時期には三保ヶ関によって木瀬と清見潟が暴力団と交際していることを暴露され[16]、結果としてこの2人は維持員席問題により協会から処分を受けた。
- 1996年7月場所、安芸乃島との取り組みで髷をつかんで引っ張ってしまい、24年ぶりの反則負けになった事がある。この反則負け以降、幕内では反則負けの記録が微増している。